# こっさり
こっさりとは、「こってり」と「あっさり」の中間の味を意味するかばん語（合成語）である。

## 概要
「最初はコクのある様に感じられるが後味があっさり」した味を表現する言葉である。1990年代末頃から北海道のラーメン愛好家の間で使われ始めたといわれ、『噂のラーメン鑑』（サンケイ旅行出版、1998年）で味の分類に「こっさり」の記述がある。また、2005年頃からラーメンだけでなく日本酒・ワインといった酒類やスープ、カレーなど食品・飲料全般へ使用が拡大していった。
ラーメンに関しては「こってりしているような見た目であっさりした味」という用法もあるが、誤用とされる。逆の「あってり」は「あっさりしているようで、こってりしている」という意味。